# Danila Prokhine
Danila Prokhine (en russe : Дани́ла Андре́евич Про́хин), né le 24 mai 2001 à Kirichi, est un footballeur russe qui évolue au poste de défenseur central au FK Rostov.

## Biographie

### Carrière en club
Formé au club, Prokhine fait ses débuts avec le Zenith le 30 octobre 2019, entrant en jeu lors d'un match de Coupe de Russie contre le FC Tom Tomsk. Il débute en Premier Liga russe le 11 juillet 2020, titularisé en charnière contre le FC Akhmat Grozny.
Il fait ses débuts en Ligue des champions le 2 décembre 2020, titularisé en défense centrale contre le Club Bruges.

### Carrière en sélection
International russe dans toutes les catégories de jeune, il est international espoirs depuis le 17 novembre 2020 et un match amical contre la Slovénie.

## Statistiques
| Saison                | Club                       | Championnat           | Championnat | Championnat | Coupe(s) nationale(s) | Coupe(s) nationale(s) | Compétition(s) continentale(s) | Compétition(s) continentale(s) | Compétition(s) continentale(s) | Total | Total |
| Saison                | Club                       | Division              | M.          | B.          | M.                    | B.                    | Comp.                          | M.                             | B.                             | M.    | B.    |
| 2018-2019             | Zénith-2 Saint-Pétersbourg | D2                    | 4           | 1           | -                     | -                     | -                              | -                              | -                              | 4     | 1     |
| 2019-2020             | Zénith-2 Saint-Pétersbourg | D3                    | 12          | 0           | -                     | -                     | -                              | -                              | -                              | 12    | 0     |
| 2020-2021             | Zénith-2 Saint-Pétersbourg | D3                    | 6           | 0           | -                     | -                     | -                              | -                              | -                              | 6     | 0     |
| Sous-total            | Sous-total                 | Sous-total            | 22          | 1           | -                     | -                     | -                              | -                              | -                              | 22    | 1     |
| 2019-2020             | Zénith Saint-Pétersbourg   | D1                    | 3           | 0           | 1                     | 0                     | -                              | -                              | -                              | 4     | 0     |
| 2020-2021             | Zénith Saint-Pétersbourg   | D1                    | 5           | 0           | -                     | -                     | C1                             | 2                              | 0                              | 7     | 0     |
| 2020-2021             | FK Sotchi (prêt)           | D1                    | 7           | 1           | -                     | -                     | -                              | -                              | -                              | 7     | 1     |
| 2021-2022             | FK Sotchi (prêt)           | D1                    | 25          | 0           | 1                     | 0                     | C4                             | 4                              | 1                              | 30    | 1     |
| 2022-2023             | FK Rostov                  | D1                    | 9           | 0           | 4                     | 0                     | -                              | -                              | -                              | 13    | 0     |
| Total sur la carrière | Total sur la carrière      | Total sur la carrière | 71          | 1           | 6                     | 0                     | -                              | 6                              | 1                              | 83    | 2     |

## Palmarès
| Zénith Saint-Pétersbourg - Championnat de Russie (1) : - Champion : 2019-20. |